# 諾派琳·詹森
諾派琳·詹森（1981年2月12日—），是泰国烏汶叻公主和其前夫彼特·詹森的長女。

## 簡歷
諾派琳·詹森出生於聖地牙哥，是泰國烏汶叻公主與其前夫所生的長女。她中學畢業於英格蘭普賽爾學校；其後於2003年畢業於美國加州大學聖地亞哥分校，獲得文學士學位；2007年獲得MIT斯隆管理學院的工商管理碩士（MBA）學位。
諾派琳·詹森是著名女高音歌唱家。她選擇像一般老百姓過簡單的生活，於2009年8月25日與大衛·惠勒在美國夏威夷舉行了一個簡單的結婚儀式，婚後育有兩個兒子和一個女兒。

## 注脚
1. ↑  “Ploypailin”为泰语蓝宝石之意。